# Paula (revista)
Paula es una revista chilena, de circulación quincenal, enfocada en temas relacionados con la mujer: moda, belleza, cocina, datos, y entrevistas a diversos personajes nacionales e internacionales. Comenzó su publicación en julio de 1967 y se ha mantenido como una de las revistas femeninas más importantes en Chile.

## Historia

### Inicios (1967-1975)
Fue fundada por Roberto Edwards Eastman, quien al morir su padre en 1957, heredó de él la Editorial Lord Cochrane, y fundó con ella en 1967, la revista Paula. Su primera directora fue Delia Vergara Larraín, cargo que desempeñó hasta 1975. La revista apareció como una clara competencia a Eva, que hasta ese entonces era la revista femenina de mayor difusión en el país.
La primera edición de la revista Paula apareció en julio de 1967, el ejemplar costaba E° 3 y tenía 100 páginas. Dicho número incluyó reportajes sobre los actores David Hemmings y Mireille Darc, un informe acerca de las tiendas de moda de París, reportajes sobre la píldora anticonceptiva y sobre el turismo en la localidad de Pomaire, un cuento de ficción titulado «Días de suerte» y diversas secciones de interés para la mujer.
Entre el equipo humano que conformaba la revista estaba la escritora Isabel Allende, quien trabajó en Paula entre 1967 y 1974. En las primeras ediciones de la revista desarrolló las secciones de humor denominada «A través de los impertinentes» y «Civilice a su hombre», además de publicar reportajes de impacto como «Entrevista a una mujer infiel» (1967) y «El coraje de las madres solteras» (1970). Varias de sus columnas fueron publicadas en el libro Civilice a su troglodita. Los impertinentes de Isabel Allende (1974), que incluía ilustraciones de Ricardo Güiraldes.

### Décadas siguientes
Durante los años siguientes, Paula desarrolló concursos (como el «Miss Paula» y el «Concurso de Cuentos Paula»). Desde los años 1990, Paula comenzó a distribuir subediciones profesionalizadas de la revista, tales como Paula Cocina —creando incluso un «Centro de Cocina» destinado a evaluar y desarrollar recetas de cocina—, Paula Moda, y en 2007 lanzó Pelo a la Moda, dedicada a entregar datos y tendencias de belleza y peinados.
En la edición 983 de la revista, aparecida el 8 de septiembre de 2007, se realizó una edición especial celebrando los 40 años de la revista. En esa ocasión, se publicó al reverso del ejemplar una reedición completa de la primera edición de Paula, tal cual como apareció en 1967, incluyendo las publicidades y avisos.
En 2008 la revista inició un exitoso camino de extensiones de marca, organizando eventos que trasladan las fortalezas temáticas de Paula a plataformas en vivo. Es el caso de «Mercado Paula Gourmet», feria de gastronomía que se realiza todas las primaveras en el Parque Araucano con restoranes al aire libre, venta de productos gourmet y cursos de cocina; «Ropero Paula», feria de moda, en la que stands de venta de producto comparten espacio con pasarelas y talleres, y «Expolana», dedicada al mundo del tejido.
La revista Paula es impresa por Donelly S.A., se vende en kioskos y puntos de venta en todo el país como también a través de suscripciones, tanto propias como asociadas, al diario La Tercera, que también pertenece al Grupo Copesa.

### Fusión con La Tercera
El 10 de mayo de 2018, Copesa, consorcio periodístico dueño de revista Paula, anunció el despido de todos sus trabajadores, y la fusión de la revista con el diario La Tercera, comenzando a circular como revista incorporada en la edición dominical del periódico a partir del 3 de junio de 2018.

## Directoras
| Directora         | Periodo   |
| ----------------- | --------- |
| Delia Vergara     | 1967-1975 |
| Constanza Vergara | 1976-1986 |
| Andrea Eluchans   | 1986-1993 |
| Celia Eluchans    | 1994-1995 |
| Alexandra Edwards | 1996-1998 |
| Paula Recart      | 1999-2007 |
| Milena Vodanovic  | 2007-2015 |
| Constanza López   | 2015-2018 |